# Wereldbeker schaatsen 2008/2009 - Ploegenachtervolging mannen
De Ploegenachtervolging voor mannen tijdens de wereldbeker schaatsen 2008/2009 begon op 9 november 2008 in Berlijn en eindigde op 1 februari 2009 in Erfurt. Titelverdediger was de Nederlandse ploeg die de editie van 2007/08 won.
Deze wereldbekercompetitie was tevens het kwalificatietoernooi voor de WK afstanden 2009.

## 2007/08 Eindpodium
| Medaille | Land      | Punten |
| -------- | --------- | ------ |
| Goud:    | Nederland | 375    |
| Zilver:  | Canada    | 360    |
| Brons:   | Noorwegen | 330    |

## Podia
| Wedstrijd:             | Goud:                                              | Tijd    | Zilver:                                                    | Tijd    | Brons:                                                 | Tijd    |
| Berlijn details        | Canada Steven Elm Lucas Makowsky Denny Morrison    | 3.47,29 | Duitsland Jörg Dallmann Robert Lehmann Marco Weber         | 3.47,37 | Japan Shigeyuki Dejima Hiroki Hirako Teruhiro Sugimori | 3.48,02 |
| Heerenveen (1) details | Nederland Sven Kramer Simon Kuipers Carl Verheijen | 3.42,29 | Verenigde Staten Shani Davis Chad Hedrick Trevor Marsicano | 3.43,48 | Zweden Joel Eriksson Daniel Friberg Johan Röjler       | 3.47,20 |
| Erfurt details         | Canada Lucas Makowsky Denny Morrison Jay Morrison  | 3.46,03 | Italië Matteo Anesi Enrico Fabris Luca Stefani             | 3.46,56 | Noorwegen Håvard Bøkko Stian Elvenes Sverre Haugli     | 3.48,39 |

## Eindstand
| #      | Land             | Schaatsers                                                                     | BER | HVN | ERF | Totaal |
| ------ | ---------------- | ------------------------------------------------------------------------------ | --- | --- | --- | ------ |
| Goud   | Canada           | Elm, Makowsky, D. Morrison, J. Morrison                                        | 100 | 60  | 150 | 310    |
| Zilver | Italië           | Anesi, Cignini, Fabris, Stefani                                                | 60  | 40  | 120 | 220    |
| Brons  | Japan            | Dejima, Hirako, Sugimori                                                       | 70  | 50  | 90  | 210    |
| 4      | Duitsland        | Dallmann, Heythausen, Lehmann, Weber                                           | 80  | 16  | 75  | 171    |
| 5      | Verenigde Staten | Bedford, Davis, Dyrud, Hedrick, Marsicano, Meek                                | 45  | 80  | 45  | 170    |
| 6      | Noorwegen        | Bøkko, Elvenes Grødum, Haugli                                                  | –   | 45  | 105 | 150    |
| 7      | Nederland        | Jongejan, Kramer, Kuipers, Prinsen, Tuitert, Verheijen, S. de Vries, Wennemars | 0   | 100 | 40  | 140    |
| 8      | Zweden           | Eriksson, Friberg, Röjler                                                      | 32  | 70  | 28  | 130    |
| 9      | Polen            | Chmura, Druszkiewicz, Niedźwiedzki                                             | 50  | 32  | 36  | 118    |
| 10     | Rusland          | Burljajev, Lalenkov, Skobrev                                                   | 40  | 36  | 32  | 108    |
| 11     | Roemenië         | Anghel, Grozea, Ion, Mustăţea                                                  | 24  | 21  | 21  | 66     |
| 12     | Zuid-Korea       | Choi, Ha, Lee                                                                  | 36  | 28  | –   | 64     |
| 13     | Tsjechië         | Haselberger, Kulma, Sáblík                                                     | 21  | 18  | 24  | 63     |
| 14     | China            | Cheng, Jin, Song, Sun                                                          | 28  | 0   | –   | 28     |
| 15     | Frankrijk        | Briand, Contin, Loy                                                            | –   | 24  | –   | 24     |
| 16     | Kazachstan       | Bondartsjoek, Mezentsev, Nazarenko                                             | –   | –   | 18  | 18     |

2004/2005 · 
2005/2006 · 
2006/2007 · 
2007/2008 · 
2008/2009 · 
2009/2010 · 
2010/2011 · 
2011/2012 · 
2012/2013 · 
2013/2014 · 
2014/2015 · 
2015/2016 · 
2016/2017 · 
2017/2018 · 
2018/2019 · 
2019/2020 · 
2020/2021 · 
2021/2022 · 
2022/2023 · 
2023/2024 · 
2024/2025